# Rinascimento riminese

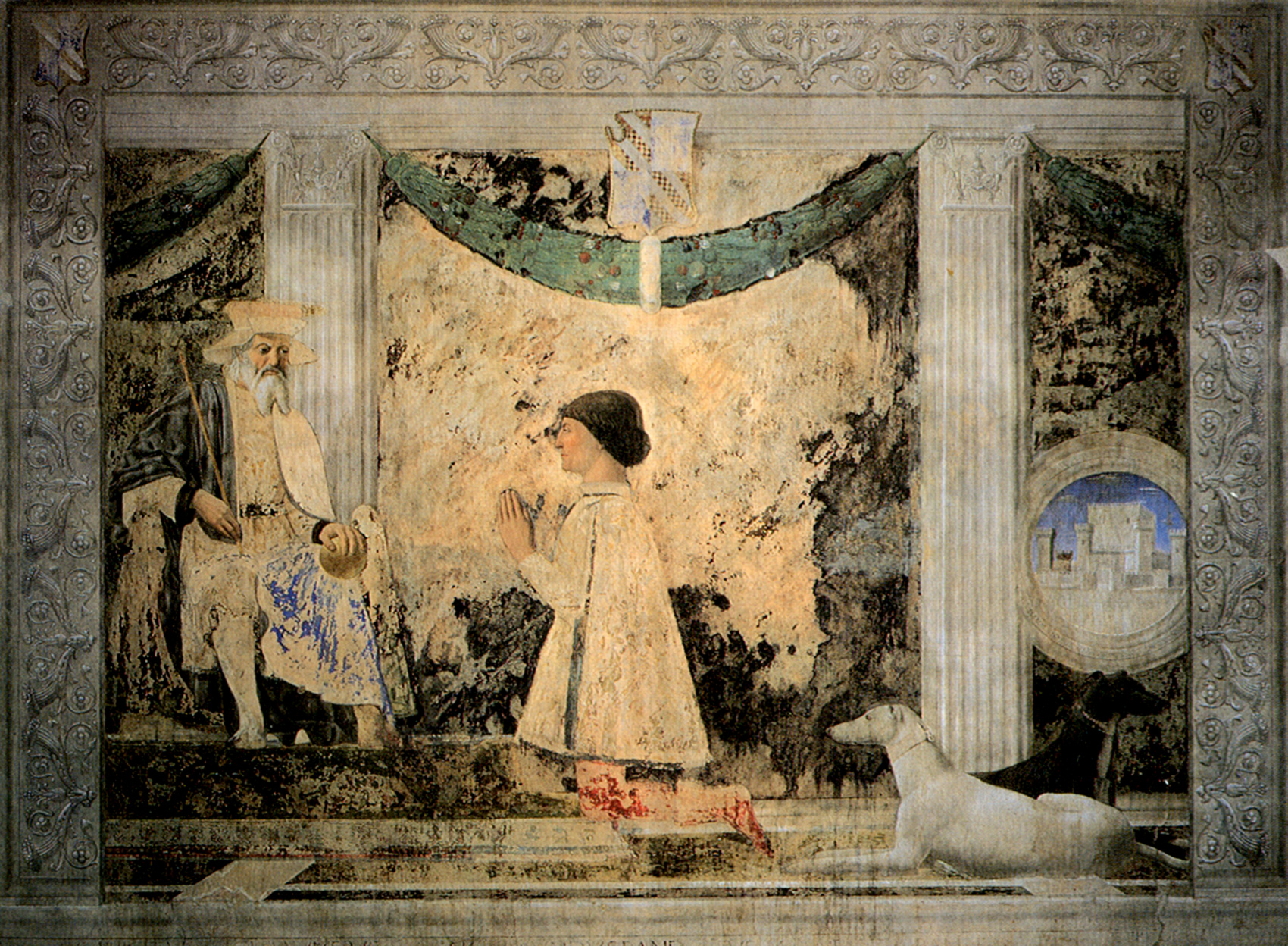
Piero della Francesca, Sigismondo Pandolfo Malatesta in preghiera davanti a San Sigismondo (1451)

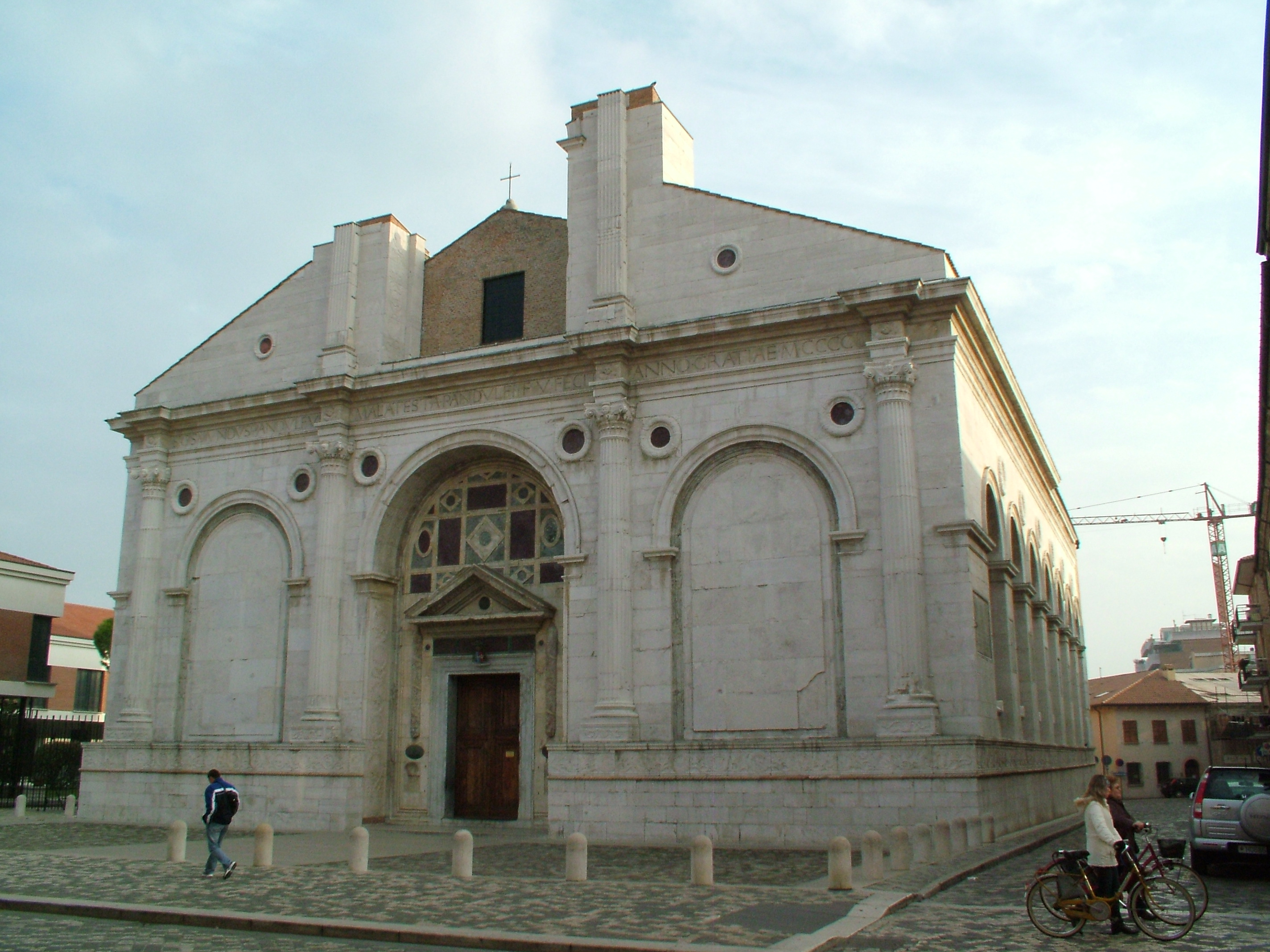
Leon Battista Alberti, esterno del Tempio Malatestiano (1450)

Il Rinascimento a Rimini ebbe una stagione breve ma intensa che coincise con la signoria di Sigismondo Pandolfo Malatesta, dal 1432 al 1468. 

## Contesto storico e culturale
Sigismondo Pandolfo Malatesta fu un famoso capitano di ventura del XV secolo. Militò al comando delle truppe pontificie, fiorentine e al servizio della Serenissima. Venne fatto cavaliere e legittimato nel suo potere dall'imperatore Sigismondo del Lussemburgo nel 1433. Uomo di spiccata cultura e conoscitore dell'arte militare, si distinse tra i condottieri del periodo, riuscendo anche ad allargare i suoi possedimenti fra le attuali Romagna e Marche. La fragilità del suo stato era però manifesta in quanto diviso in due dalla Signoria di Pesaro, vera "chimera" per Sigismondo. Tale consapevolezza lo rese sempre molto incline al sotterfugio col nemico per evitare di rimanere lontano per troppo tempo dalle sue terre e non di rado, portò alla rottura o sospensione del trattato di condotta stipulato. 
Le ingenti spese richieste per ammodernare le fortezze poste a difesa del territorio e soprattutto per aumentare il prestigio personale attraverso la creazione di opere pubbliche e di una corte che ne magnificasse le gesta, lo portarono ad essere sempre molto incline a ricevere piuttosto che a dare. Questo portò però alla sua marginalizzazione da parte delle altre potenze italiane che lo vedevano come un personaggio ambiguo e poco affidabile. Con la Pace di Lodi la sua signoria entrò in un periodo di crisi, a causa soprattutto della mancanza di introiti dovuti alla cessazione dei contratti di condotta e alla povertà dell'economia rurale e cittadina. L'agricoltura era infatti piuttosto arretrata, mentre il commercio cittadino era in mano a mercanti stranieri, per lo più fiorentini, veneziani ed ebrei. 
Con l'elezione di Papa Pio II dovette subire la confisca di alcuni territori a beneficio del suo eterno rivale, Federico da Montefeltro. Con l'inizio della guerra tra Angioini e Aragonesi per il trono del Regno di Napoli, conflitto che interesserà la maggior parte degli stati italiani, Sigismondo decise di scontrarsi col papato per riprendere i propri territori. In seguito alla brillante Battaglia di Nidastore in cui sconfisse un esercito papale tre volte più grande del suo, subì il rovescio delle sorti angioine. Prima dell'ultima battaglia nel mezzogiorno, Sigismondo si trovò contro un esercito papale condotto da Federico da Montefeltro che lo sconfisse vicino a Senigallia durante un tentativo di ritirata notturna scoperta dal rivale. La sconfitta del suo esercito portò alla dissoluzione dei suoi territori, che vennero successivamente assorbiti dagli stati confinanti legati al papa e dal papato stesso.
La stagione rinascimentale di Rimini fu per molti versi simile a quella di Urbino di Federico da Montefeltro, dipendendo esclusivamente dalle iniziative del signore, che per i suoi progetti ambiziosi e importanti chiamò artisti da altre regioni di grande importanza, alcuni dei quali (Leon Battista Alberti, Piero della Francesca), furono attivi anche a Urbino. I caratteri autocelebrativi del Malatesta furono però più accentuati e, sia per la brevità che per la diversa statura intellettuale del suo protagonista, il Rinascimento a Rimini non riuscì a originare una cultura dotata di una propria, precisa, fisionomia, tanto è vero che alla morte di Sigismondo le fabbriche restarono interrotte e non si ebbero ulteriori sviluppi artistici.

## Architettura, urbanistica, scultura
Gli interventi di Sigismondo Pandolfo Malatesta su Rimini non si inquadravano in un progetto urbanistico unitario, ma si limitavano a dominare l'abitato, segnalando inequivocabilmente la presenza del potere. A comprovare tale suggestione si può menzionare il castello di Rimini, opera difensiva costruita a ridosso dell'antica porta del Gattolo e stranamente rivolta verso la città. Le cannoniere delle torri erano infatti per la maggior parte rivolte verso il nucleo cittadino. Questo assetto fu probabilmente frutto delle esperienze giovanili di Sigismondo che dovette fare i conti con due sommosse popolari quando non aveva ancora raggiunto la maggiore età. Di Castel Sismondo resta oggi solo parte del nucleo centrale, con le torri mozze a parte dei locali interni, che riescono comunque a suggerire l'originaria imponenza del maniero a sei torri sul borgo.

### Il Tempio Malatestiano

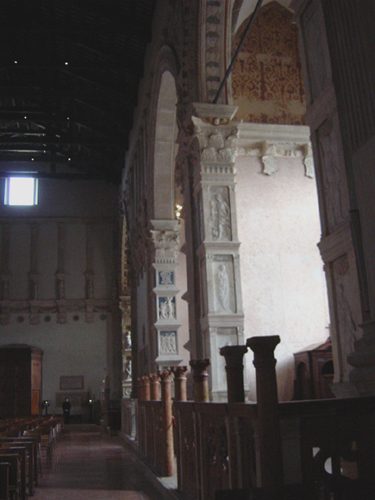
Interno del Tempio Malatestiano

L'impresa più significativa fu la sistemazione dell'antica chiesa di San Francesco, antico luogo di sepoltura dei Malatesta, che dal 1447 fu affidata ai progetti di Matteo de' Pasti. Sigismondo curò inizialmente la costruzione di una cappella funeraria all'interno e fu solo negli anni immediatamente successivi, forse su suggerimento dell'Alberti e in seguito a vittorie e riconoscimenti prestigiosi, che si decise di trasformare l'intero edificio sacro in un monumento funebre che celebrasse Sigismondo e la sua famiglia. All'interno venne lasciata intatta la grande navata unica, aggiungendo cappelle laterali e decorazioni classiche che però erano svincolate da calcoli di proporzione. Protagonista era la ricca decorazione plastica, che arriva a mettere in secondo piano la struttura architettonica, come i pilastri all'ingresso di ciascuna cappella, divisi in settori con rilievi allegorici o narrativi. Diresse questa decorazione Agostino di Duccio, che aveva sviluppato un proprio stile fluido a partire dallo stiacciato donatelliano, di una grazia un po' fredda, "neoattica". I temi sono soprattutto profani e intrecciano complesse allegorie decise probabilmente dallo stesso Sigismondo. Ricorre spesso in tutto l'edificio il suo monogramma entro ghirlande.
La glorificazione del committente ha il culmine nell'affresco di Piero della Francesca Sigismondo Pandolfo Malatesta in preghiera davanti a san Sigismondo (datato 1451), dove il telaio religioso si intreccia con aspetti politici e dinastici, come nelle fattezze di san Sigismondo che celano quelle dell'imperatore Sigismondo del Lussemburgo, che nel 1433 investì il Malatesta come cavaliere e ne legittimò la successione dinastica, ratificandone la presa di potere. 

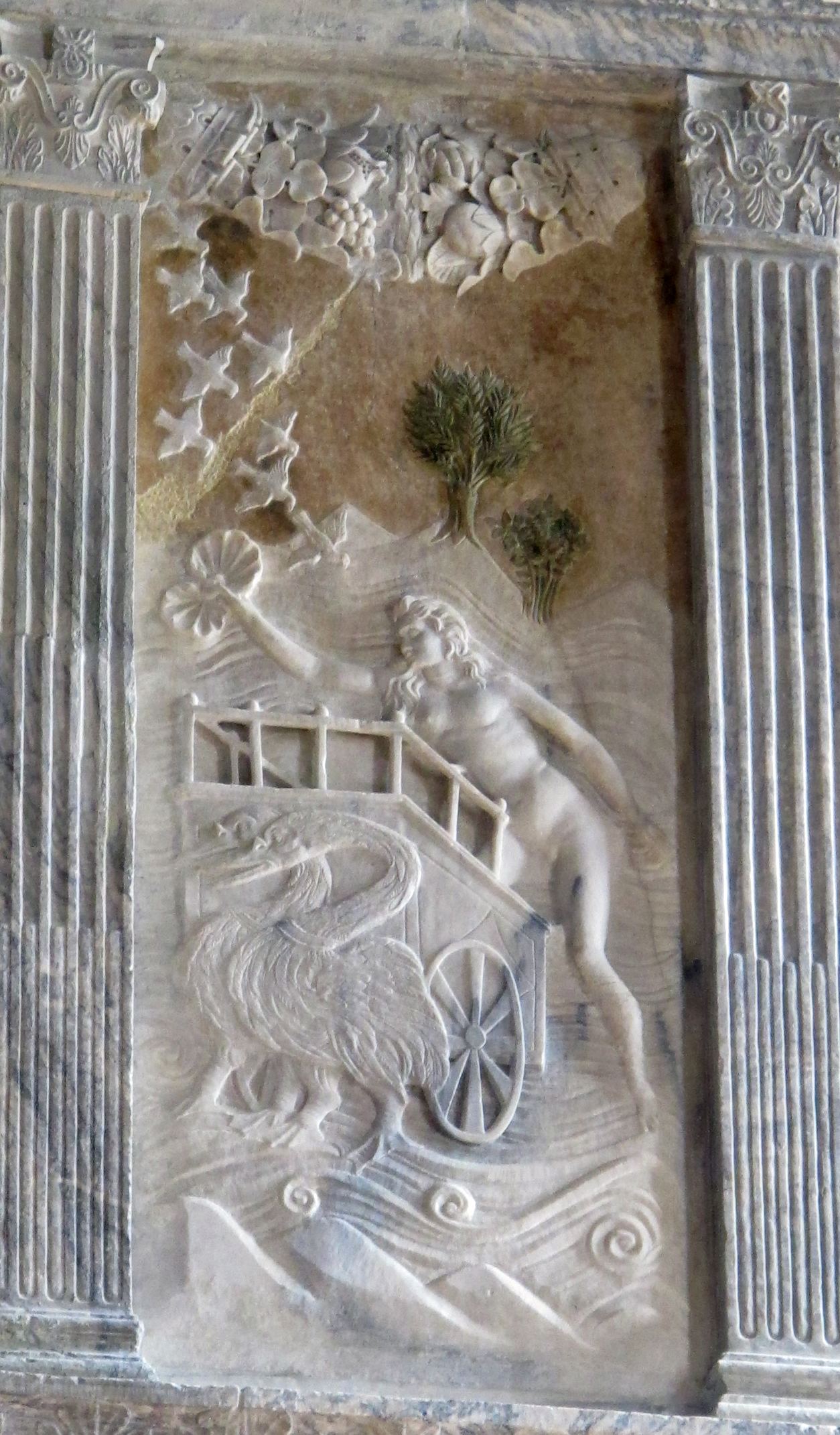
Rilievi di Agostino di Duccio (Venere)

L'esterno dell'edificio venne progettato da Leon Battista Alberti, che pensò un involucro marmoreo che lasciasse intatto l'edificio preesistente. L'opera, incompiuta, prevedeva in facciata una tripartizione con archi scanditi da semicolonne corinzie formanti nicchie atte ad accogliere le spoglie mortali di Sigismondo e dei suoi avi. Dovevano infatti essere qui collocate le arche tombali. La possibilità di un cedimento della struttura però, spinse il De Pasti a cambiare parte del progetto originario, murando le nicchie in due archi ciechi. Nella parte superiore era previsto un abbozzo di frontone con arco al centro affiancato da paraste. I fianchi del tempio sono scanditi una sequenza di archi su pilastri, destinati ad accogliere i sarcofagi dei più alti dignitari di corte e non solo. Fra questi troviamo infatti anche la tomba di Giorgio Gemisto Pletone, le cui spoglie vennero prese da Sigismondo durante la sua crociata in Morea. Fianchi e facciata sono unificati da un alto zoccolo che isola la costruzione dallo spazio circostante. Interessante è notare come Alberti traesse spunto dall'architettura classica, ma affidandosi a spunti locali, come l'arco di Augusto, il cui modulo è triplicato in facciata.

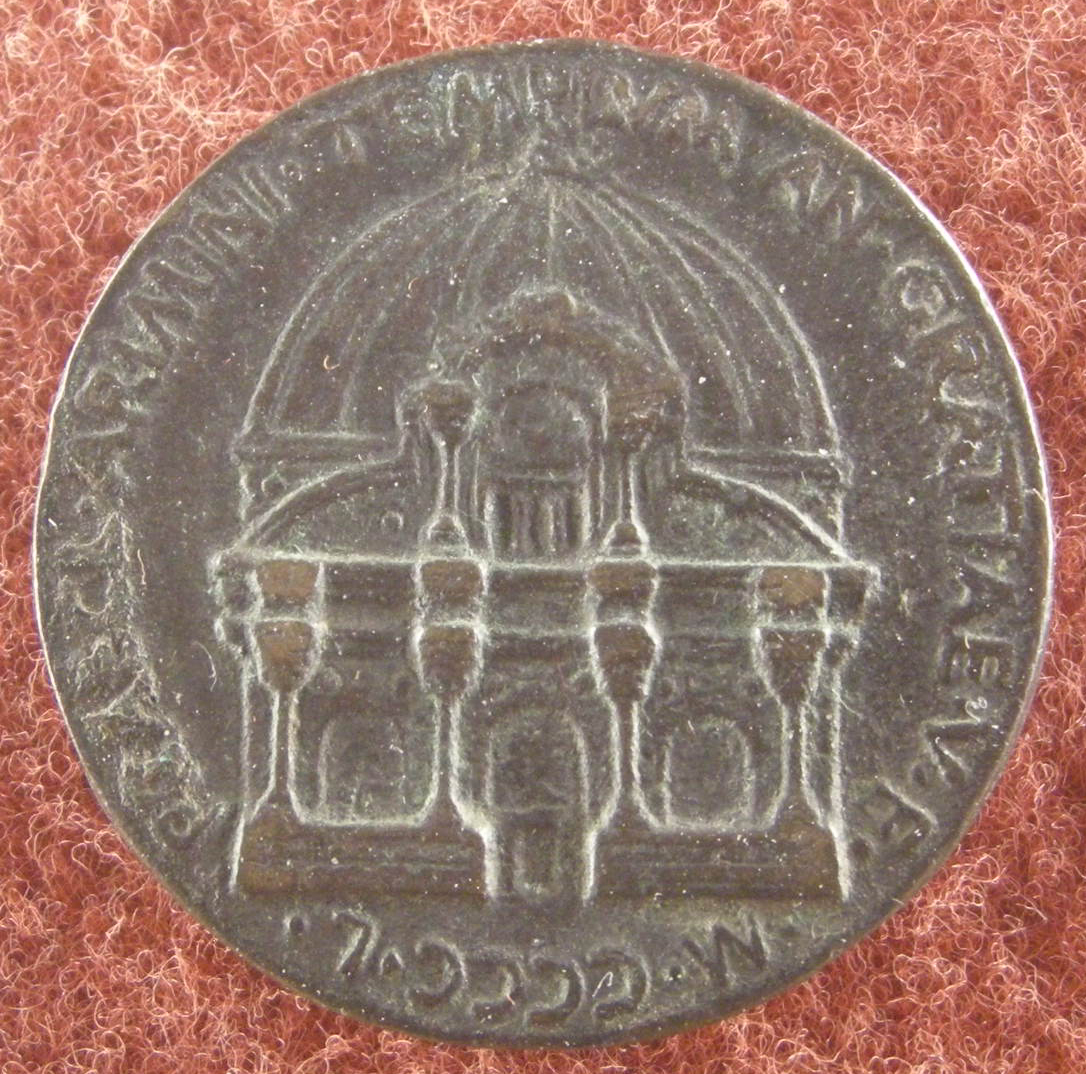
La medaglia di Matteo de' Pasti

Una medaglia di Matteo de' Pasti del 1450 mostra l'aspetto originario che il tempio avrebbe dovuto avere, con una grande rotonda coperta da cupola emisferica simile a quella del Pantheon. Se completato, la navata avrebbe allora assunto un ruolo di semplice accesso al maestoso edificio circolare, e sarebbe stato molto più evidente la funzione celebrativa dell'edificio, anche in rapporto al panorama cittadino.